# Tetrabrachium ocellatum
Tetrabrachium ocellatum es una especie de peces Lophiiformes, muy relacionado con los verdaderos peces sapo. Es el único miembro de su género.
Al igual que los verdaderos peces sapo, es un pez pequeño, de no más de 7 centímetros (2,8 pulgadas) de longitud, con un cuerpo aplanado y la piel fina. Tiene aletas pectorales prensiles, que le ayudan a moverse a lo largo del fondo del mar, y dándole su aspecto "de cuatro brazos". Vive en aguas poco profundas, a unos 50 metros (160 pies) de profundidad, en las costas de Nueva Guinea, Indonesia y Australia.